# Sony Ericsson T610i
Le Sony Ericsson T610i est un téléphone mobile de la marque Sony Ericsson sorti en 2003, un des premiers terminaux sortis après la fusion entre le suédois Ericsson et le japonais Sony. Il figure parmi les plus grands succès de la marque. Plus connu sous le nom de T610, ce téléphone est un des premiers à embarquer la technologie Bluetooth. La capacité mémoire est de 2 Mo, ce qui est faible pour les fichiers multimédias actuels. Le T610 ne prend pas en charge le format MP3, ce qui explique la petite taille de la mémoire. Dans les mêmes caractéristiques, il existe le T630i. Le véritable successeur de ce téléphone apparaît en 2007 sous le nom de T650i.